# European Super Touring Championship 2001
FIA European Super Touring Championship 2001 kördes över 20 deltävlingar, och tio helger. Den mest kände föraren som ställde upp var Felipe Massa, som innan han hade skrivit på för Sauber i Formel 1, gjorde ett par inhopp under hösten.

## Kalender
| Bana                          | Segrare Race 1      | Märke      | Segrare Race 1      | Märke      |
| ----------------------------- | ------------------- | ---------- | ------------------- | ---------- |
| Autodromo Nazionale Monza     | Nicola Larini       | Alfa Romeo | Gabriele Tarquini   | Honda      |
| Brno Circuit                  | Nicola Larini       | Alfa Romeo | Fabrizio Giovanardi | Alfa Romeo |
| Circuit de Nevers Magny-Cours | Gabriele Tarquini   | Honda      | Roberto Colciago    | Audi       |
| Silverstone Circuit           | Gabriele Tarquini   | Honda      | Gabriele Tarquini   | Honda      |
| Circuit Zolder                | Gabriele Tarquini   | Honda      | Fabrizio Giovanardi | Alfa Romeo |
| Hungaroring                   | Fabrizio Giovanardi | Alfa Romeo | Roberto Colciago    | Audi       |
| A1-Ring                       | Gabriele Tarquini   | Honda      | Gabriele Tarquini   | Honda      |
| Nürburgring                   | Nicola Larini       | Alfa Romeo | Fabrice Walfisch    | Honda      |
| Circuito del Jarama           | Gabriele Tarquini   | Honda      | Gabriele Tarquini   | Honda      |
| Circuito do Estoril           | Yvan Muller         | Alfa Romeo | Matt Neal           | Nissan     |

### Slutställning
| Plats | Förare              | Märke      | Poäng |
| ----- | ------------------- | ---------- | ----- |
| 1     | Fabrizio Giovanardi | Alfa Romeo | 620   |
| 2     | Nicola Larini       | Alfa Romeo | 604   |
| 3     | Gabriele Tarquini   | Honda      | 579   |
| 4     | Fabrice Walfisch    | Honda      | 434   |
| 5     | Sandro Sardelli     | Nissan     | 432   |
| 6     | Roberto Colciago    | Audi       | 423   |